# 泰那勞
泰那勞，又稱泰娜谷勞，是台灣魯凱族多納部落（Kongadavne，位於今高雄市茂林區）傳說中的一位女性，因為盪鞦韆而摔死。

## 傳說

### 死亡
泰那勞和部落中的一個男性馬克魯互有好感，兩人經常在一起玩，有一次，馬克魯利用山上的藤條做了一個鞦韆給她玩，泰那勞的祖母看製作鞦韆的藤條材質不好，就勸她不要上去，但泰那勞因為顧及馬克魯的感受，還是盪起了鞦韆，結果藤條在盪的過程中斷掉，她就這樣飛了出去並且摔在地上死了。

### 化身
馬克魯因為泰那勞的死而相當傷心，部落裡的其他男性則安慰他，聲稱那是泰那勞的命運也沒有辦法；而泰那勞在死後變成了一棵榕樹，而垂下來的氣根就是她的頭髮，只要醜的男性接近它，榕樹的樹幹上就會冒出汁液。後來盪鞦韆便成為魯凱族人傳達愛意和感情的方式之一。

### 其他版本
與泰那勞類似的盪鞦韆傳說普遍流傳於魯凱族的部落中，例如在達魯瑪克部落內也有雷同的故事情節:249。